# Magda Gessler

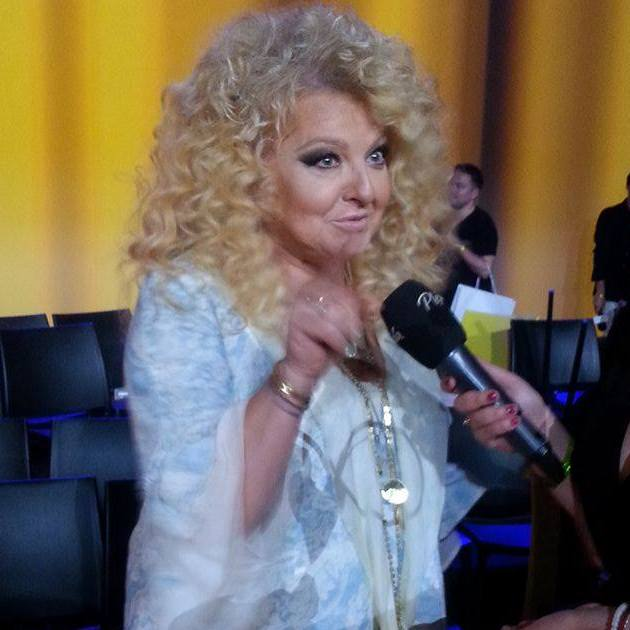
Magda Gessler, August 2016

Magda Daria Gessler (* 10. Juli 1953 in Komorów im Powiat Pruszkowski als Magdalena Daria Ikonowicz) ist eine polnische Köchin und Restaurantbesitzerin. Sie wurde in Polen durch die Beteiligung an verschiedenen Kochshows sowie die Übernahme der Hauptrolle in der seit 2010 ausgestrahlten Reality-TV-Sendung „Kuchenne rewolucje“ (Küchenrevolutionen) bekannt.

## Leben
Gessler ist die in der Nähe Warschaus geborene Tochter des italienisch-polnischen Journalisten Mirosław Ikonowicz und der Russin Olga Borkowska. Ihre Mutter war Köchin; sie hat noch einen Bruder, den Politiker Piotr Ikonowicz. Die Tochter wuchs wegen des Berufes des Vaters (Korrespondent bei Polska Agencja Prasowa) unter anderem in Sofia und Havanna auf. 1972 zog sie nach Madrid, wo sie an der Kunstakademie Real Academia de Bellas Artes de San Fernando studierte. In den 1980er Jahren heiratete sie den deutschen Journalisten Volkhart Müller, der als Korrespondent des Spiegels in Madrid tätig war. Nach seinem Tod kehrte sie Ende der 1980er Jahre nach Polen zurück und heiratete den polnischen Gastronomen Piotr Gessler, von dem sie sich scheiden ließ. Ihr dritter Ehemann ist der polnisch-kanadische Mediziner Waldemar Kozerawski. Sie hat einen Sohn und eine Tochter.
Gessler betreibt Restaurants in mehreren polnischen Städten. Dazu gehören (2019) Zielnik Cafe, U Fukiera und Ale Gloria in Warschau, Polka in Żelazowa Wola, Kryształowa in Katowice sowie Santo Porto in Gdynia. Sie gab mehrere Kochbücher („Kuchnia moja pasja“ (2005), „Kocham gotować – Magdy Gessler przepis na życie“ (2007)) heraus und schrieb Artikel zu kulinarischen Themen in den Zeitschriften Wprost und Newsweek Polska. Im Jahr 2010 zeichnete sie der polnische Landwirtschaftsminister Marek Sawicki für ihren Einsatz zur Förderung polnischer Lebensmittel aus.
Gessler befindet sich in einem Rechtsstreit mit dem Alkoholfabrikanten Janusz Palikot, der ihr wie vielen weiteren Anlegern Geld schuldet. Zudem hatte Palikot 2022 unerlaubt Aufnahmen von einem vertraulichen Gespräch mit Gessler zur Promotion seines letzten Buches verwendet.

## Fernsehen
| Titel                           | Produktion |
| ------------------------------- | ---------- |
| Kuchenne rewolucje              | seit 2010  |
| MasterChef                      | seit 2012  |
| Kulinarne podróże Magdy Gessler | 2013–2015  |
| Sexy Kuchnia Magdy Gessler      | seit 2017  |